# American Crusader
American Crusader è un personaggio immaginario, un supereroe che originariamente comparve in Thrilling Comics n. 19 (1941). Il personaggio fu ripreso nella Modern Age in Femforce n. 59 della AC Comics ed in Tom Strong n. 11 di Alan Moore e Chris Sprouse.

## Storia del personaggio
La sua identità segreta è il Professor Archibald "Archie" Masters, un professore di astronomia di un'università senza nome negli Stati Uniti occidentali.
Il personaggio debuttò nel 1941, e il suo alter ego era una reminiscenza del Clark Kent di Superman. Creò un dispositivo chiamato acceleratore di particelle, e, inevitabilmente, l'esperimento andò storto. Invece di ucciderlo, lo colpì accidentalmente con delle radiazioni, che gli donarono numerose abilità super umane e utilizzò questi poteri per combattere il crimine come American Crusader (dall'inglese, Crociato Americano).
Il Prof. Masters aveva una segretaria di nome Jane Peters, mentre il Crociato aveva una spalla di nome Mickey Martin.
Crusader comparve nei seguenti titoli della Golden Age:
- American's Best Comics n. 6
- Thrilling Comics n. da 19 a 45, da 37 a 39 e n. 41

## Rinascita

### AC Comics
American Crusader, insieme agli altri eroi della Nedor Comics, fu ripreso dalla AC Comics attraverso Vault of Heroes, un programma animato sospeso sui supereroi. Fu poi inserito nei Sentinels of Justice.

### America's Best Comics
American Crusader, insieme ad altri eroi della Nedor Comics, furono ripresi da Alan Moore nella sua serie Tom Strong. Questo rinnovamento ambientò le avventure del personaggio su un mondo parallelo chiamato Terra Obscura, che era anche il titolo della mini-serie omonima.
Apparentemente, Crusader operò come supereroe fino al 1969, quando, durante una missione tentò di fermare un alieno dal trasformare la Terra in una navicella spaziale, venne rinchiuso in un dispositivo alieno restringente, che Tom Strong immaginò essere un potente saltatore temporale. Questa bolla lo mantenne in animazione sospesa finché non venne liberato nel 2000 da Strong, e dal suo collega dello SMASH, Tom Strange.
Descritto da Strong come "probabilmente il primo eroe-scienziato nucleare", è "probabilmente più potente di Tom Strange".
Nella continuità di Terra Obscura, è un alcolista, in cerca di una cura per il suo vizio. Opera con la versione moderna dello SMASH.

### Living Legends e Tales of the Living Legends
American Crusader ebbe una comparsa nella storia in prosa Living Legends al Metahuman Press. Fu stampata anche una storia flashback a fumetti che riprendeva le pagine riscritte di pubblico dominio come parte del fumetto web Tales of the Living Legends.

### Progetto Superpoteri
American Crusader comparve nella miniserie Project Superpowers di Alex Ross e Jim Krueger. Viene tenuto prigioniero ed inconscio da un governo totalitario, ed cloni chiamati Crusaders vengono creati con il suo DNA per agire come soldati super potenti.
Nella serie correlata, Black Terror, Black Terror trova Archie e lo aiuta ad adescare i Crusaders e distruggerli, utilizzando le ultime energie di Archie nell'impresa; tutti i Crusaders morirono, ed un soldato afro-americano di nome Marcus Chamberlain, che era con Terror e Archie nel suo ultimo istante, ne ottenne i poteri e divenne il nuovo American Crusader.

### Heroes Inc.
Archibald Masters, American Crsader, comparve come personaggio centrale nel fumetto web corrente Heroes Inc., di Scott E. Austin. Il fumetto si ambienta in una realtà alternativa dove gli alleati della seconda guerra mondiale persero la guerra. Nei tempi moderni, American Crusader raccoglie il DNA degli eroi della Golden Age così da poter creare una nuova generazione di eroi.

## Poteri e abilità
American Crusader è in grado di volare, possiede la forza super umana, invulnerabilità ai proiettili e può generare impulso elettromagnetici. La piena estensione dei suoi poteri è sconosciuta.